# Granat No. 77
№ 77 White Phosphorus Grenade – brytyjski ręczny granat dymny z okresu II wojny światowej. 
Został wprowadzony do użytku w 1943 roku przez armię brytyjską, składał się z 226 gramów białego fosforu, zapalnika i blaszanej obudowy. Używany był do tworzenia zasłony dymnej, jako broń przeciwpiechotna i zapalająca.
Wyrzucony granat eksplodował, rozsypując swoją zawartość (biały fosfor), który palił się w powietrzu, tworząc granat niebezpiecznym.
Po zakończeniu wojny wiele z granatów było niebezpiecznych poprzez korozję postępującą na ich blaszanych obudowach. Dlatego w 1948 roku postanowiono wszystkie zniszczyć, aby nie tworzyły zagrożenia.
Jednakże były one produkowane i używane w Kanadzie do lat 50. XX wieku. Jakość produkowanych tam granatów była lepsza niż tych w Wielkiej Brytanii.